# Alexej von Assaulenko
Alexej von Assaulenko, russ. Алексей Асауленко, (* 25. August 1913 in Lubny, Zentralukraine; † 22. August 1989 in Plön, Holstein) war ein sowjetischer Maler.

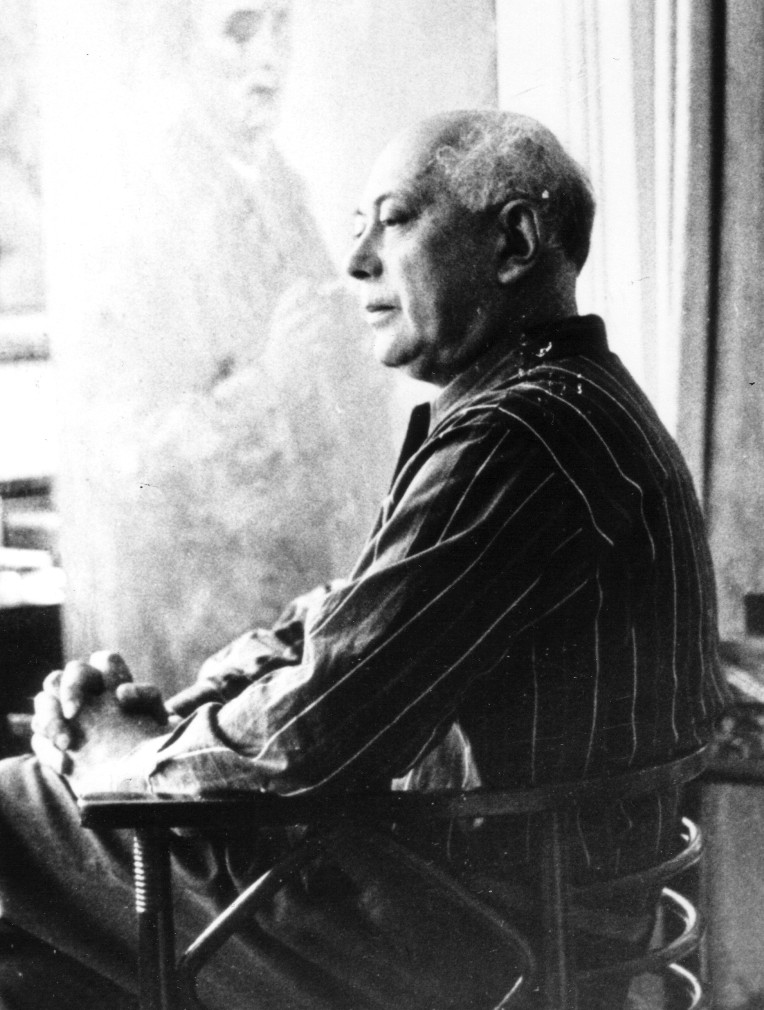
Alexej von Assaulenko

## Leben
Alexej von Assaulenko entstammte russischem Adel. Sein Vater Nikolaus war Arzt und soll Leibarzt des Zaren gewesen sein. Die Oktoberrevolution zwang die Familie zur Flucht und brachte sie um ihren Besitz und adligen Status. In den folgenden Wirren ging der junge Alexej im Alter von 6 Jahren verloren und schlug sich in einer Kinderbande durch. Erst 1922 gelangte er zurück in seine Geburtsstadt Lubny und fand dort seine Eltern wieder. Im selben Jahr fiel sein älterer und einziger Bruder Nikolai im Russischen Bürgerkrieg.
Nach seiner Schulausbildung meldeten die Eltern ihn im Alter von 13 Jahren am Kunstinstitut Kiew an, wo er bis zum erfolgreichen Abschluss 1937 tagsüber Malerei studierte und ab 1931 parallel dazu abends an der Technischen Hochschule Kiew Maschinenbau. Anschließend setzte er seine Ausbildung an der Petersburger Kunstakademie fort und arbeitete danach als freier Künstler.
In den letzten Wochen des Zweiten Weltkrieges flüchtete er mit seiner Frau Katharina und seinen Eltern über Mecklenburg, woher seine Großmutter stammte, nach Schleswig-Holstein. Plön blieb sein Lebensmittelpunkt, auch wenn er 1957 einen Zweitwohnsitz in Rheine erwarb und viele Studienreisen in Deutschland und im Ausland unternahm. Am 13. Februar 1947 bestätigte ihm die Stadt Plön die Führung des „von“ als Bestandteil seines Namens, wie es einst einem Adelsprädikat entsprochen hätte.
Nach schwerer Krankheit starb Alexej von Assaulenko drei Tage vor Vollendung seines 76. Lebensjahres.
Im Jahre 1992 wurde in Plön eine Stiftung gegründet, die den künstlerischen Nachlass von Alexej von Assaulenko erhalten und der Öffentlichkeit zugänglich machen will und Ausstellungen organisiert. Die Museumsstiftung Rheine verwaltet den Nachlass der Bilder, die Katharina von Assaulenko der Stadt Rheine überließ.

## Ehrungen
- Rompreis des Landes Schleswig-Holstein (1958)
- Kulturpreis der Stadt Rheine (1984)
- Eintragung mit seiner Frau in das Goldene Buch der Stadt Plön (1985)

## Werk
Assaulenko blieb immer der gegenständlichen (Freilicht-)Malerei treu und widmete sich, obwohl er nahezu alle malerischen Techniken beherrschte, vornehmlich der Landschafts- und Porträtmalerei. Seine Ölmalerei bereitete er systematisch durch Studien in Kohlezeichnungen und Aquarellen vor. Sein Werk umfasst etwa 5.000 Bilder. Er erlebte mehr als 40 Ausstellungen. Nach seinem Tod stellten das Stadtmuseum Schleswig (Dezember 2006), das Museum des Kreises Plön (Juni 2008) und das Falkenhof-Museum Rheine (September 2008) Bilder von ihm aus. Im Mai 2013 fanden drei Ausstellungen im Kreis Plön statt.

### Landschaften
1965 und 1968 begleitete Assaulenko als Grabungsmaler archäologische Expeditionen unter Leitung von Friedrich Karl Dörner. Es entstanden 80 Bilder, in denen Assaulenko Landschaft und Menschen der für Europäer damals wenig bekannten Welt zwischen Syrien und der Türkei dokumentiert. Die zahlreichen Bilder seiner zweiten Heimat, der Holsteinischen Schweiz, sind Zeugnis dafür wie er die eigene Seele, die er jeder Landschaft zusprach, herauszuarbeiten im Stande war.

### Porträts
„Eine Behutsamkeit und feste Gesammeltheit des Sicheinfühlens in den Menschen kennzeichnet Assaulenkos Bildnisse. Er versucht den Abglanz des inneren Lebens in die Züge zu legen.“

1960 entstand ein bemerkenswerter Bilderzyklus von Bergleuten in einer Zeche in Bochum. In der Reihe Portraits Deutscher Dichter und Denker porträtierte er Persönlichkeiten aus Kunst, Politik und Wirtschaft, zum Beispiel Kai-Uwe von Hassel, Ferry Porsche, Hermann Claudius, Stefan Andres und Joseph Krautwald.

### Studien und Skizzen
Seine Skizzen in Kohle, Buntstift oder Tusche offenbaren die Mannigfaltigkeit seines Könnens und die Vielfältigkeit seines technischen Repertoires. 1958 besuchte Assaulenko Oskar Kokoschkas Schule des Sehens. Hier malte er außergewöhnliche farb- und formenfreudige Aquarellskizzen, die Heike Carstensen in der Ausstellung „Der Weg eines Künstlers“ 2008 erstmals der Öffentlichkeit zugänglich machte.

## Ständige Ausstellungen
- Haus des Gastes, Prüm
- Falkenhof-Museum, Rheine
- Alexej von Assaulenko-Kulturstiftung, Plön[2]
- Deutsches Bergbau-Museum Bochum